# Jiří Okáč
Jiří Okáč (* 3. November 1963 in Brünn, Tschechoslowakei) ist ein ehemaliger tschechischer Basketballspieler. Der tschechoslowakische Nationalspieler spielte zunächst in seiner Heimat und wurde bei der Basketball-Europameisterschaft 1985 mit der Nationalmannschaft Vizeeuropameister. Nach der Öffnung des Eisernen Vorhangs spielte Okáč auch in Westeuropa, unter anderem zwei Spielzeiten für den SV Oberelchingen in der deutschen Basketball-Bundesliga und einige Jahre in Spanien. Okáč war bis 2007 aktiv und kehrte auch im für professionelle Sportler hohen Alter von Mitte Vierzig für spanische Vereine und aus seiner Heimat Brünn aufs Parkett zurück. Zuletzt war Okáč drei Jahre lang als Trainer des UKJ Mistelbach in der österreichischen 2. Basketball-Bundesliga tätig. 

## Karriere
Der selbst für einen Basketballspieler mit 2,17 m groß gewachsene Okáč kam bald in den Kader der tschechoslowakischen Spitzenmannschaft Spartak ZJŠ aus seiner Heimatstadt, die bis 1990 19 Meisterschaften in der Tschechoslowakei gewann. Nachdem er bereits bei der EM 1983 in einem Endrundenkader in der Nationalmannschaft debütiert hatte, war er auch während seiner zweijährigen Zeit beim mährischen Rivalen Dukla aus Olmütz bei der EM-Endrunde 1985 im tschechoslowakischen Kader vertreten. Nach einer eher mäßigen Vorrunde, in der man unter anderem dem Gastgeber Deutschland mit Detlef Schrempf unterlag, schlug man im Viertelfinale überraschend den Ex-Weltmeister Jugoslawien angeführt von Dražen Petrović, der bis Anfang der 1980er Jahre Weltspitze dargestellt hatte, aber sich in einer Umbruchphase befand, bevor eine junge nachfolgende Generation die jugoslawische Mannschaft zu neuen Erfolgen führte. Nach dem Halbfinalsieg über Spanien gelang im Finale keine weitere Überraschung, als man der erfolgreichsten europäischen Nationalmannschaft Sowjetunion mit 98 zu 120 unterlag. Der damals noch nicht 22-jährige Okáč hatte seine beste Punktausbeute im Finalspiel, als er mit zwölf Punkten seine einzige zweistellige Punktausbeute in einem Spiel bei dieser Endrunde erzielte. Ein Jahr später kehrte Okáč zu Spartak Brünn zurück, mit denen er bis auf 1989 deren drei letzte Meisterschaften gewann. Mit der tschechoslowakischen Nationalmannschaft konnte er an den Erfolg von 1985 nicht mehr anknüpfen, die beste Platzierung erreichte man beim letzten Turnier einer gemeinsamen tschechoslowakischen Mannschaft bei der EM-Endrunde 1991 mit dem sechsten Platz. Okáč hatte damals nach der Öffnung des Eisernen Vorhangs bereits in der Vorsaison im belgischen Damme sowie im ungarischen Székesfehérvár gespielt.
Für die Saison 1991/92 erhielt Okáč einen Vertrag in der zweiten spanischen Liga LEB beim Verein aus Cáceres in der Extremadura. Mit diesem Verein schaffte er den Aufstieg in die höchste Spielklasse Liga ACB. In der folgenden Spielzeit spielte er für den Verein aus Saragossa in der Liga ACB, der am Ende der Saison als Hauptrundenzehnter in den Play-offs das Viertelfinale erreichte, in dem man dem Titelverteidiger Joventut de Badalona unterlag. Die Spielzeit 1993/94 spielte er dann für den Zweitligisten Tizona Vekaventanas aus Burgos. Für die Basketball-Bundesliga 1994/95 wechselte Okáč in die höchste deutsche Spielklasse zum Aufsteiger aus Oberelchingen. Dieser schlug sich erstaunlich gut und erreichte mit ausgeglichenem Punktekonto auf Anhieb die Meisterschafts-Play-offs, in denen man in der ersten Runde dem Serienmeister Bayer 04 Leverkusen unterlag. In der folgenden Saison 1995/96 reichte es erneut knapp zum Einzug in die Meisterschaftsendrunde, in der man in der ersten Runde erneut sieglos blieb gegen Titelverteidiger Leverkusen. Okáč kehrte mit nunmehr 33 Jahren in seine tschechische Heimat zurück und spielte für den Verein aus Opava, mit dem er in den folgenden drei Jahren zwei weitere nationale Meisterschaften gewann, davon zweimal als Double. Nach dem erneuten Pokalsieg 1999 blieb jedoch die Titelverteidigung der Meisterschaft aus und Okáč wechselte zum neuen Meister aus Nový Jičín. Zwar gewann er mit seiner neuen Mannschaft Mlékárna Kunín zum für ihn persönlich vierten Mal in Folge den tschechischen Pokalwettbewerb, doch die Verteidigung der Meisterschaft blieb aus. Okáč spielte anschließend noch eine weitere Spielzeit bei seinem Stammverein aus seiner Heimatstadt Brünn.
Im Jahr 2002 ging Okáč mit knapp 39 Jahren erneut nach Spanien und spielte für den Verein aus Plasencia in der dritten spanischen Spielklasse LEB 2. Plasencia Ambroz verlor zwar in den Aufstiegs-Play-offs in der Halbfinalserie, doch durch die Erweiterung der zweiten Liga schaffte man doch noch den Aufstieg. Nachdem er in der Saison 2003/04 zunächst in seiner Heimat Brünn gespielt hatte, bekam er im Januar 2004 erneut einen Vertrag in der zweiten spanischen Liga bei seinem ehemaligen Verein aus Cáceres, dem regionalen Rivalen von Plasencia in der Extremadura. Der Verein verpasste jedoch auf dem neunten Platz der Hauptrunde knapp den Einzug in die Play-offs um den Aufstieg. Nach körperlichen Problemen verzichtete der zu dieser Zeit knapp 41-jährige Okáč auf einen weiteren Vertrag bei der Mannschaft, die er zuvor auch im Trainerstab unterstützt hatte. In den folgenden zwei Jahren war Okáč trotzdem noch in seiner mährischen Heimat für Mannschaften der höchsten Spielklasse aktiv. Mit dem Aufsteiger aus Prostějov wurde er auf Anhieb Vizemeister. Zur Saison 2006/07 bekam der damals 43-jährige Okáč vom Nachfolgeverein CB Atapuerca seines ehemaligen Vereins aus Burgos erneut einen Vertrag in der zweiten spanischen Liga, den er aber im Januar 2007 vorzeitig beendete und seinen definitiven Rücktritt vom Leistungssport erklärte. Trotzdem war er noch aushilfsweise bei seinem Heimatverein aus Brünn gemeldet, der im Jahr 2008 jedoch Konkurs anmeldete. Zur Saison 2010/11 übernahm Okáč dann seinen ersten Job als verantwortlicher Trainer einer Herrenmannschaft und wurde Trainer des österreichischen Zweitligisten UKJ aus Mistelbach in der Nähe der Grenze zu seiner mährischen Heimat. Nach drei Jahren gab er diese Position jedoch auf und kehrte nach Brünn zurück.